# Павличенко, Виталий Куприянович
Виталий Куприянович Павличенко (укр. Віталій Купріянович Павліченко; род. 14 февраля 1937, Водяное, Днепропетровская область) — украинский и российский политический деятель, военный, генерал-майор. Народный депутат Украины 1-го созыва. Профессор, академик, вице-президент российской Академии проблем безопасности, обороны и правопорядка.

## Биография
Родился 14 февраля 1937 года в селе Водяное Софиевского района в крестьянской семье. Отец работал сельским учителем, погиб на фронтах Великой Отечественной войны.
В 1952—1956 годах — студент Лебединского педагогического училища Сумской области. С 1956 года работал учителем.
Служил в Советской армии. Окончил Львовское военно-политическое училище. Служил на командных должностях политработника в Советской армии.
Член КПСС с 1959 по 1991 год.
Образование высшее: окончил Военно-политическую академию имени В. И. Ленина, офицер-политработник.
В 1979—1981 годах — начальник политического отдела 5-й гвардейской мотострелковой дивизии ограниченного контингента советских войск в Афганистане.
В 1981—1986 годах — начальник политического отдела Симферопольского высшего военно-политического строительного училища.
С 1986 года — начальник Симферопольского высшего военно-политического строительного училища.
18 марта 1990 года избран народным депутатом Украины, 2-й тур, 62,84 % голосов, 8 претендентов. Член Комиссии ВР Украины по вопросам государственного суверенитета, межреспубликанских и межнациональных отношений.
Позже переехал на ПМЖ в Россию.
С 2000 года — советник губернатора Московской области.
Член исполкома Всероссийского общественного движения «Боевое братство», член президиума Московского областного совета ветеранов войны, труда, Вооружённых сил и правоохранительных органов. Председатель Совета ветеранов при администрации губернатора Московской области и аппарата Мособлдумы.

## Звание
- генерал-майор

## Награды
- орден Красной Звезды;
- орден «За службу Родине в Вооружённых Силах СССР» 3-й степени;
- Орден Петра Великого 2-й степени;
- Медали;
- Почётная грамота Президиума Верховного Совета УССР;
- Лауреат российской премии имени Г. Н. Жукова (с вручением золотой медали).